# Dilermando de Aguiar
Dilermando de Aguiar este un oraș în Rio Grande do Sul (RS), Brazilia.